# トレーダー・ジョーズ
トレーダー・ジョーズ（Trader Joe's）は、ロサンゼルス郡を本拠とする、アメリカ合衆国のグロサリー・ストア（食料品スーパーマーケット）チェーン。1958年、ジョー・コロンビー（Joe Coulombe、1930年–2020年、サンディエゴ生まれスタンフォード大学卒）により設立された。社主は1979年からドイツ人の実業家テオ・アルブレヒトで、2010年に亡くなると遺族が継承した。アルブレヒト家はドイツでチェーン展開のスーパーマケット ALDI Nord を所有する。本社はカリフォルニア州モンロビアにある。

## 概要

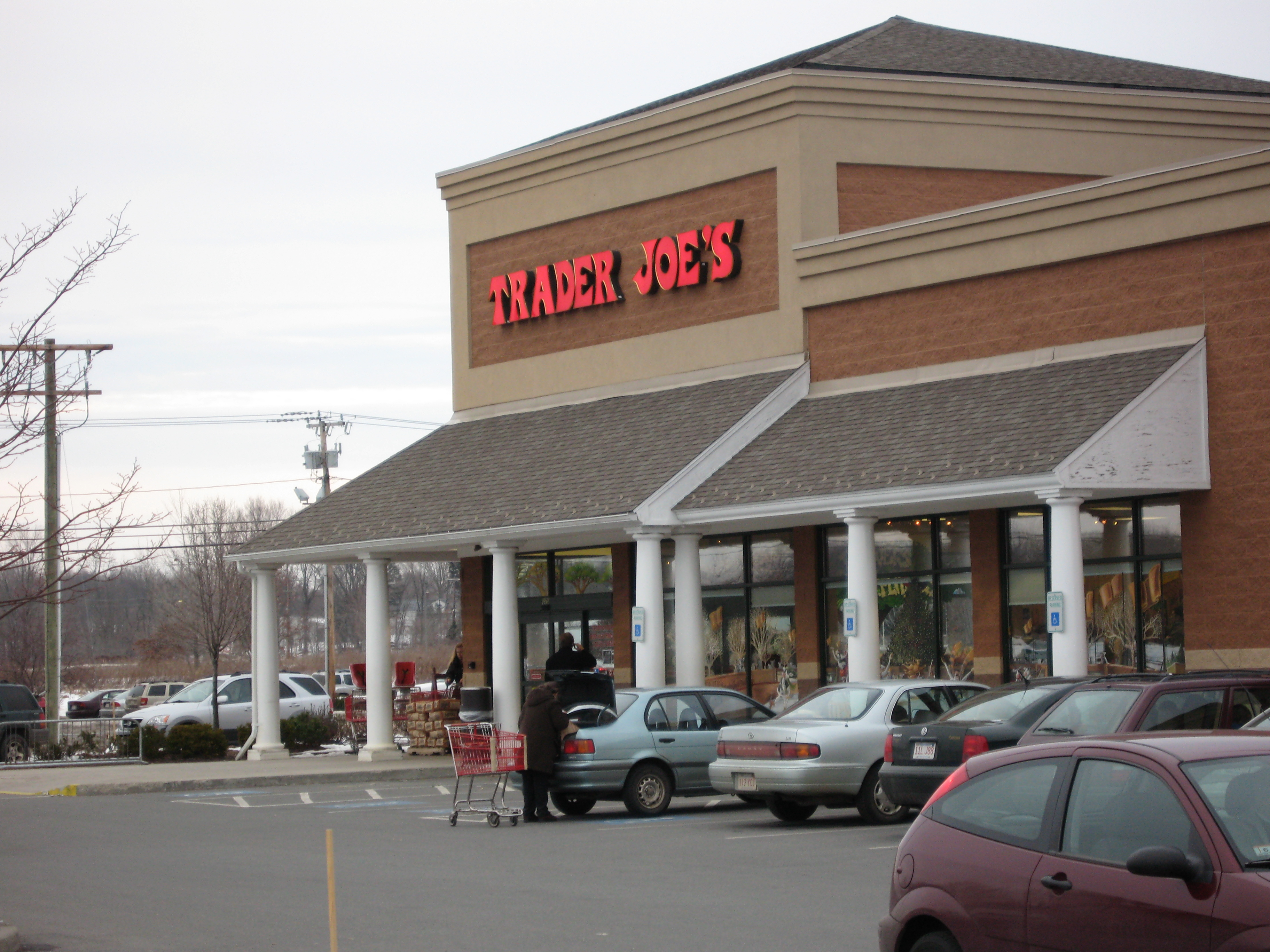
マサチューセッツ州ハドリーの店舗 (2007年)

コロンビーがロサンゼルスに初めに設立した店舗はコンビニエンスストアのような形態であった。初めて「トレーダー・ジョーズ」の名前を冠した店舗は、1967年にパサデナに開店し、現在まで営業している。コンビニエンスストア形式の店舗はセブン-イレブンとの競合が激しかったため、店舗は次第に大型化し、ワインや食料品などを幅広く扱うようになっていった。現在では、グルメ・フード、オーガニック・フード、ベジタリアン・フード、輸入食品、各種ワイン、ユニークな冷凍食品も品揃えし、いわゆる「グルメ・スーパーマーケット」と呼ばれる比較的高級志向の食料品小売店に分類されるが、中間流通を省くことによって価格を抑えている。
プライベートブランド商品には「TRADER JOE'S」のラベルがある。そのうち、輸入品もしくは外国由来の商品には現地語風にしたラベルがつけられ、例えば日本由来のものには「TRADER JOE-SAN」というラベルが付いている。またコロンビーは商品名を考えるのが好きで、娘二人シャーロットとマデレーンの名前を使ったり、あるいはビタミン剤をトレーダー・ダーウィンと名付けるなど、変わった商品名を考えだした。コンスーマー・レポート誌の2006年10月号は、トレーダー・ジョーズをウェグマンズに次ぐ全米でベスト2のスーパーマーケット・チェーンにランクした。2013年、テキサス州のオースティンに全米400店舗目をオープンする。

## 沿革
現在の屋号には創業者の名前から「ジョー」を付けてあり、1958年の創業当初の屋号はプロント・マーケット Pronto Market という。広域ロサンゼルス地域にチェーン展開するコンビニエンスストアであったものを、同業のセブン-イレブンの台頭を見るにつけ競合を恐れるようになる。
「貿易商人ジョーの店」（トレーダー・ジョーズ）という南洋のイメージを発想したのは、カリブ海で休暇を過ごしていた時だという。当時、1950年代から1960年代の南洋ブームはまだ記憶に鮮やかで、ちょうどトレーダービックス（英語）が全盛期を迎えて世界中に25店舗を展開している。アメリカ人の海外旅行が増え始めたと気づいた創業者は、帰国した旅行者が旅先で味わった料理やワインを恋しがりスーパーで買おうとしても、当時の店は需要にこたえることができずにいることに目を止めた。
こうして1967年、トレーダー・ジョーズ1号店がパサデナのアロヨ・パークウェー（パサデナ・フリーウェー）沿いに開店する。開店から10年ほどは肉売り場を提携先の精肉店にリースしていたし、一時は店内調理したサンドイッチ、店内で客の求めに応じて切り分けたチーズ、しぼりたてのオレンジジュースを提供したりもした。
ドイツ人のテオ・アルブレヒト (Aldi Nord の社主兼CEO) は家族のための投資先として、1979年に同社を買い取り、社主の座につく。ジョー・コロンビーはCEO の座につき、1988年に交代するまでもっぱら「高学歴だが低所得」な顧客を中心層ととらえ、クラシック系の音楽家や美術館・博物館の学芸員、ジャーナリストを想定し、自分たちならではのサービスを創案していく。新 CEO のジョン・シールズ John Shields の指揮下でカリフォルニア州外へ展開、1993年のアリゾナ州、その2年後に太平洋岸北西部にも進出する。アメリカ合衆国東海岸への進出は1996年で、マサチューセッツ州ボストンに隣接するブルックラインとケンブリッジを足掛かりにする。シールズは15州156店舗に拡大して2001年に勇退、西部部門社長ダン・ベイン Dan Bane が CEO 職を引き継ぐ。

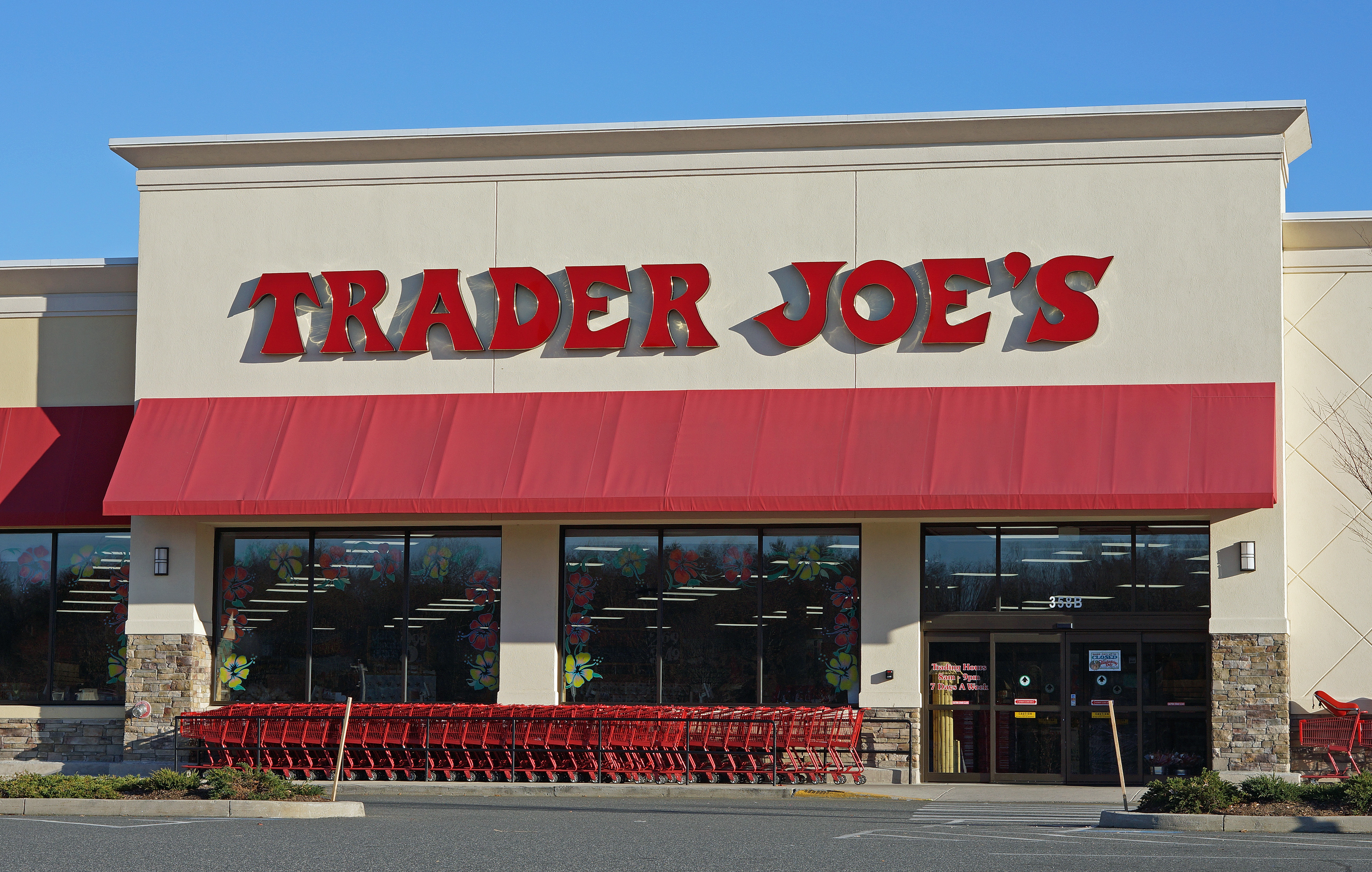
マサチューセッツ州ソーガスの店舗

「ビジネスウィーク」誌の報道では同社は1990年から2001年の間に店舗数を5倍にし、利益を10倍にしたとされる。「スーパーマーケット・ニュース」紙（SN）の推定で2015年の打ち上げは13億アメリカドル、〈2016年SN小売業番付上位75社〉中21位に選出している。2008年2月にビジネスウィーク誌は店舗面積単位の売り上げで、同社が全米の食料品店の首位に立ったと報じ、2010年後半と2016年の2回にわたり「フォーチュン」誌は同社の1平方フィート単位の年間売り上げを対照先のWhole Foodsのほぼ2倍、1,750アメリカドルと推計した。
2016年2月には顧客の意見を取り入れ、トレーダー・ジョーズは2020年までに西部諸州の店舗について「平飼いの鶏から採卵した卵に切り替える」と発表 (カリフォルニア州、オレゴン州、ワシントン州、アリゾナ州、ニューメキシコ州、コロラド州) 、全店舗でケージ飼いの卵生産者からの仕入れは2025をめどにやめるとした。
消費者情報雑誌「コンスーマー・レポート」は2009年5月号でトレーダー・ジョーズをアメリカ国内のスーパーマーケット系列の番付第2位に選ぶ (首位はウェグマンズ)。翌月に調査結果が発表された「MSN Money」の第3回〈消費者サービス業の殿堂〉でトレーダー・ジョーズは顧客サービスで2位に入る。ただし企業倫理の優良企業の認定を行う「エシスフィア」誌は、2008年から2010年に同社をもっとも企業倫理が確実な企業として選びながら、2011年には選外にしている。2014年のコンスーマー・レポート誌（CR）で同社はスーパーマーケット系列の首位に返り咲く。
創業者ジョー・コロンビーは1988年の勇退後、2013年まで複数の大手企業に対してコンサルタント業務を提供していたといい、2020年2月28日、訃報が告げられる。長い闘病生活の末であったという。89歳であった。

## 業態

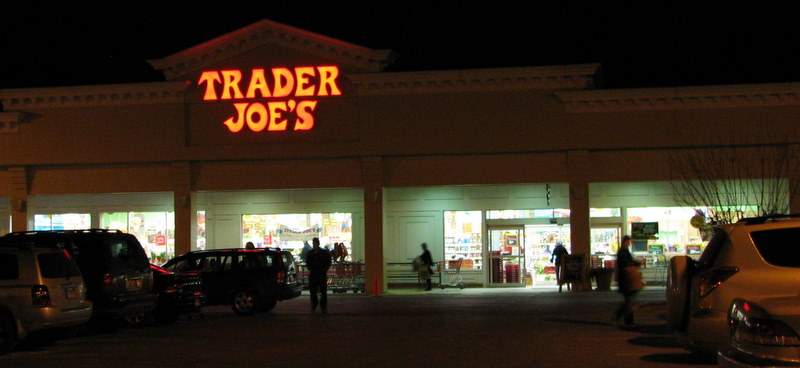
店舗のひとつ

トレーダー・ジョーズは、各種食料品を始め、多くのオリジナル商品の展開でも知られる。1本1.99米ドル（約220円）で販売された格安カリフォルニアワイン「チャールズ・ショウ（Charles Shaw）」は、人気と評価が高い。現在は値上げされてしまったが、それでもワインとしては安価である。